# Василівська сільська рада (Кілійський район)
Васи́лівська сільська́ ра́да — колишня адміністративно-територіальна одиниця та орган місцевого самоврядування в Кілійському районі Одеської області. Адміністративний центр — село Василівка.

## Загальні відомості
- Територія ради: 35,71 км²
- Населення ради: 1 220 осіб (станом на 2001 рік)
- Водоймища на території, підпорядкованій даній раді: озеро Китай

## Населені пункти
Сільській раді були підпорядковані населені пункти:
- с. Василівка

## Населення
Згідно з переписом 1989 року населення села становило 1373 особи, з яких 606 чоловіків та 767 жінок.
За переписом населення 2001 року в селі мешкало 1176 осіб.

### Мова
Розподіл населення за рідною мовою за даними перепису 2001 року:
| Мова       | Відсоток |
| ---------- | -------- |
| російська  | 80,25 %  |
| українська | 13,85 %  |
| молдовська | 2,05 %   |
| циганська  | 1,64 %   |
| болгарська | 0,98 %   |
| гагаузька  | 0,66 %   |
| білоруська | 0,16 %   |

## Склад ради
Рада складалася з 16 депутатів та голови.
- Голова ради: Соколов Сергій Васильович

### Керівний склад попередніх скликань
| Прізвище, ім'я, по батькові | Основні відомості                                                                       | Дата обрання | Дата звільнення |
| --------------------------- | --------------------------------------------------------------------------------------- | ------------ | --------------- |
| Лісогор Іван Федосійович    | Сільський голова, 1942 року народження, безпартійний                                    | 26.03.2006   | 31.10.2010      |
| Соколов Сергій Васильович   | Сільський голова, 1978 року народження, освіта середня спеціальна, член Партії регіонів | 31.10.2010   |                 |

Примітка: таблиця складена за даними сайту Верховної Ради України

### Депутати
За результатами місцевих виборів 2010 року депутатами ради стали:

#### За суб'єктами висування
| Суб'єкт висування                                       | Кількість обраних депутатів | %    |
| ------------------------------------------------------- | --------------------------- | ---- |
| Партія регіонів                                         | 10                          | 62,5 |
| Комуністична партія України                             | 3                           | 18,8 |
| Політична партія Всеукраїнське об'єднання «Батьківщина» | 2                           | 12,5 |
| Соціалістична партія України                            | 1                           | 6,3  |

#### За округами
| № округу                                                | Прізвище, ім'я, по батькові      | Дата визнання обраним | Освіта             | Партійна приналежність                        | Відомості про обраного депутата     |
| ------------------------------------------------------- | -------------------------------- | --------------------- | ------------------ | --------------------------------------------- | ----------------------------------- |
| Комуністична партія України                             |                                  |                       |                    |                                               |                                     |
| 3                                                       | Случинська Любов Іванівна        | 05.11.2010            | середня спеціальна | член Комуністичної партії України             | тимчасово не працює                 |
| 9                                                       | Грицанова Ірина Спиридонівна     | 19.11.2010            | середня            | член Комуністичної партії України             | тимчасово не працює                 |
| 12                                                      | Морозова Алла Олексіївна         | 05.11.2010            | вища               | позапартійна                                  | загальноосвітня школа, комірник     |
| Партія регіонів                                         |                                  |                       |                    |                                               |                                     |
| 2                                                       | Переверзєва Тетяна Никонівна     | 05.11.2010            | середня спеціальна | член Партії регіонів                          | тимчасово не працює                 |
| 4                                                       | Сілакова Оксана Володимирівна    | 05.11.2010            | вища               | член Партії регіонів                          | загальноосвітня школа, директор     |
| 5                                                       | Ільченко Марина Іванівна         | 09.01.2011            | середня спеціальна | позапартійна                                  | тимчасово не працює                 |
| 6                                                       | Переверзєва Валентина Радионівна | 05.11.2010            | середня спеціальна | член Партії регіонів                          | загальноосвітня школа, вихователь   |
| 8                                                       | Дронов В'ячеслав Вікторович      | 05.11.2010            | середня спеціальна | член Партії регіонів                          | будинок культури, директор          |
| 10                                                      | Пимонова Людмила Петрівна        | 05.11.2010            | вища               | член Партії регіонів                          | загальноосвітня школа, вчитель      |
| 11                                                      | Дементьєва Ольга Свиридонівна    | 05.11.2010            | середня спеціальна | член Партії регіонів                          | пенсіонер                           |
| 13                                                      | Хан Оксана Іванівна              | 05.11.2010            | середня спеціальна | член Партії регіонів                          | тимчасово не працює                 |
| 14                                                      | Ігнатьєва Любов Єреміївна        | 05.11.2010            | вища               | член Партії регіонів                          | сільська рада, соціальний інспектор |
| 15                                                      | Чигіна Галина Панасівна          | 05.11.2010            | середня спеціальна | позапартійна                                  |                                     |
| Політична партія Всеукраїнське об'єднання «Батьківщина» |                                  |                       |                    |                                               |                                     |
| 1                                                       | Яшин Дмитро Якович               | 05.11.2010            | середня спеціальна | член Всеукраїнського об'єднання «Батьківщина» | пенсіонер                           |
| 7                                                       | Шиховцова Єлизавета Іванівна     | 05.11.2010            | середня спеціальна | член Всеукраїнського об'єднання «Батьківщина» | пенсіонер                           |
| Соціалістична партія України                            |                                  |                       |                    |                                               |                                     |
| 16                                                      | Германова Ольга Петрівна         | 05.11.2010            | середня спеціальна | позапартійна                                  |                                     |